# Naga (Camarines Sul)
Naga é uma cidade de segunda classe de renda da cidade na província Camarines Sul, nas Filipinas. De acordo com o censo de 1 de maio  de  2020 possui uma população de 209 170 pessoas e 45 984 domicílios.